# William Morris (imprenditore)
William Richard Morris, I visconte di Nuffield (Worcester, 10 ottobre 1877 – Nuffield, 22 agosto 1963), è stato un imprenditore britannico, fondatore della casa automobilistica Morris e del Nuffield College.

## Biografia

### Le prime attività imprenditoriali

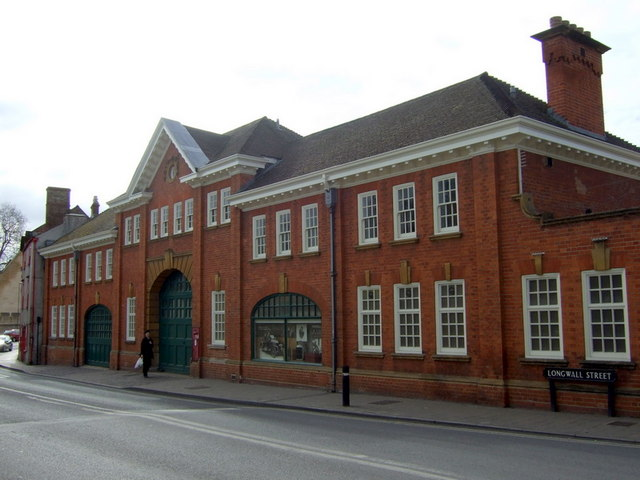
La sede della Morris Motor Cycle, a Oxford

A tre anni si trasferì con la famiglia a Oxford. A quindici anni lasciò la scuola e trovò impiego presso un venditore/riparatore di biciclette. L'anno successivo si mise in proprio fondando un'attività analoga. Con quest'ultima, restituiva le biciclette da lui riparate applicando il marchio "The Morris". In questi anni iniziò anche a partecipare a corse ciclistiche. 
Nel 1901 iniziò a focalizzare la sua attenzione sulle motociclette. Per tale motivo cambiò nome alla sua attività commerciale in "Morris Motor Cycle". Nel 1902 acquistò un edificio ad Oxford dove impiantò un'attività che iniziò ad occuparsi di riparazioni di biciclette, di servizio taxi e di riparazioni di automobili. Questo esercizio era un'attività di riparazione ufficiale di vetture Arrol-Johnston, Belsize, Humber, Hupmobile, Singer, Standard e Wolseley.

### La Morris Motor Company
Nel 1910 focalizzò la sua attenzione sulla progettazione di autovetture fondando la Morris Motor Company. Nel 1912 terminò il progetto la sua prima autovettura, la Morris Oxford. L'anno successivo aprì, all'interno di locali in precedenza occupati dall'Oxford Military College di Cowley, in Inghilterra, il suo primo stabilimento automobilistico dove iniziò a produrre la Morris Oxford. Quasi tutti i componenti vennero acquistati da aziende esterne, ma l'assemblaggio finale fu eseguito dalla neonata casa automobilistica (ad esempio, gli assali provenivano dagli Stati Uniti). La White and Poppe, che fabbricava i motori dei veicoli Morris, chiese più denaro per le sue forniture e quindi Morris si rivolse ad un'altra azienda, la statunitense Continental. Anche il cambio e gli assali vennero acquisiti dagli Stati Uniti.

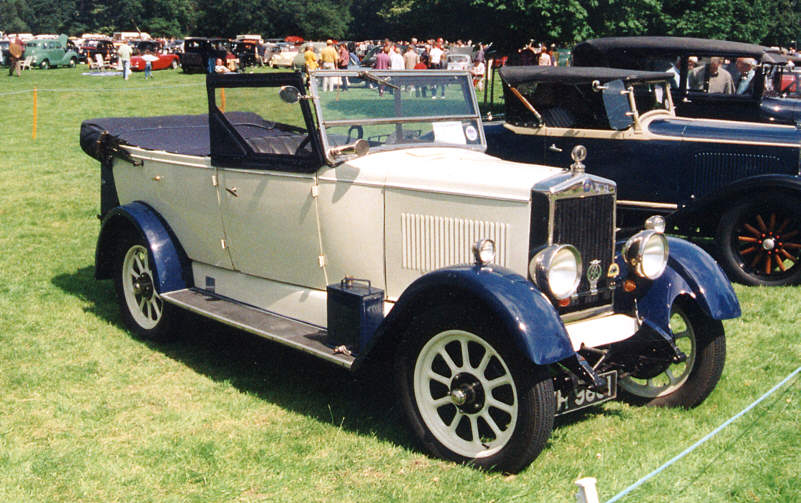
Una Morris Oxford del 1927

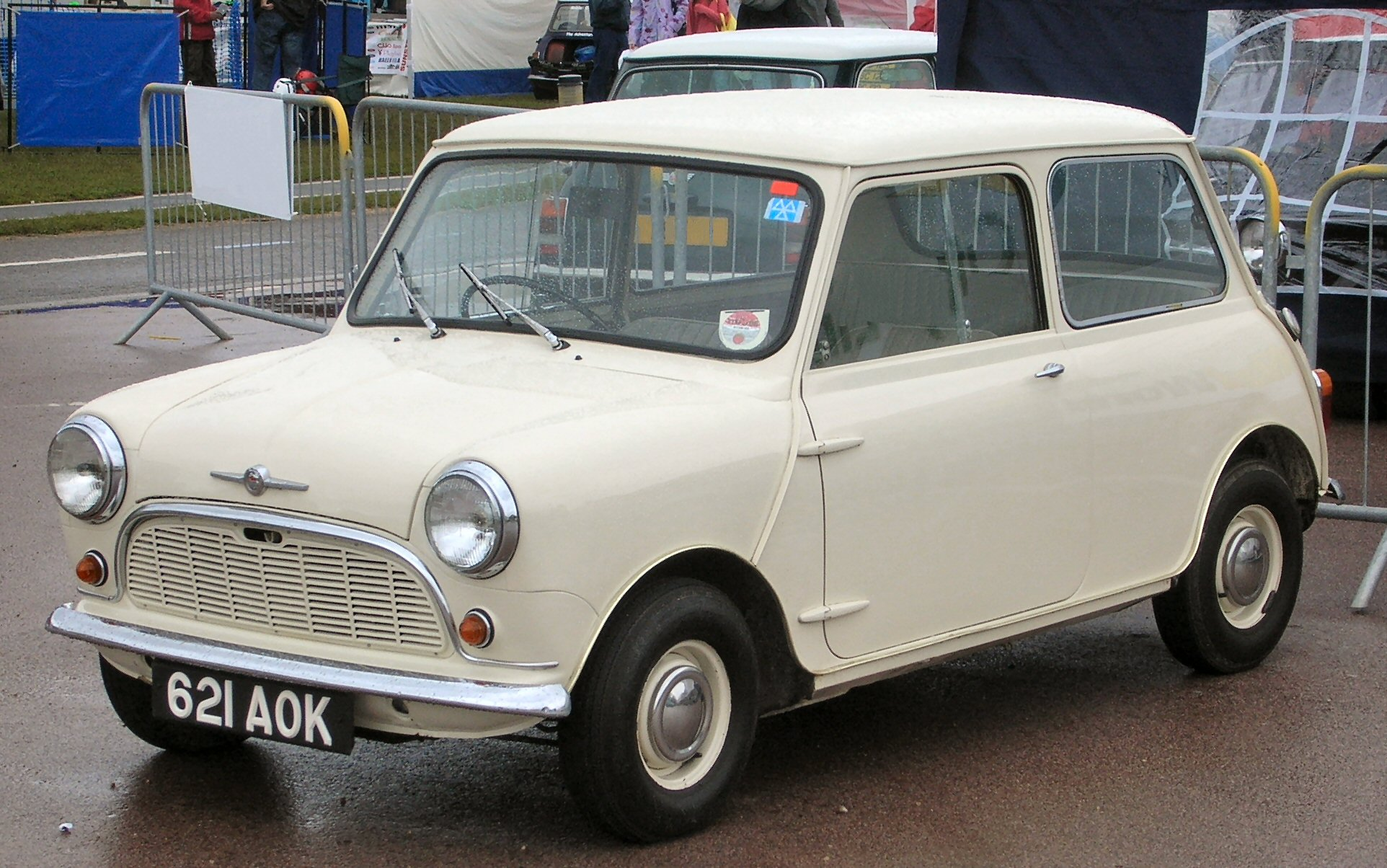
Una Morris Mini Minor del 1959

Con lo scoppio della prima guerra mondiale, l'industria britannica convertì i propri impianti alle necessità belliche, e la Morris non fu un'eccezione. La Morris, in particolare, iniziò a produrre munizioni. Nel 1919 riprese la produzione civile di automobili. Tra il 1919 ed il 1925 i volumi produttivi passarono da 400 e 25.000 vetture assemblate. William Morris fu infatti pioniere nel Regno Unito della catena di montaggio. Nell'intervallo di tempo citato, William Morris aprì altre fabbriche a Abingdon-on-Thames, Birmingham e Swindon. Nel 1927 ampliò i suoi affari con l'acquisto, per 730.000 sterline, della casa automobilistica Wolseley Motors Limited. In questi anni William Morris guidò lo sviluppo di un nuovo tipo di albero a camme che venne applicato per la prima volta nel 1928 sulla Morris Minor. Quest'ultima fu poi la base della MG M-Type, che venne invece lanciata sui mercati nel 1929.
Dopo la prima guerra mondiale i motori Continental non erano più disponibili, così William Morris prese accordi con la Hotchkiss per la fornitura di motori identici a quelli precedenti, che sarebbero stati fabbricati nello stabilimento Morris di Coventry. Nel 1923 la Morris comperò la Hotchkiss, che fu rinominata Morris Engines Limited. Negli stessi anni William Morris acquistò anche la produttrice di assali E G Wrigley and Company, mentre nel 1926 acquisì la produttrice di carburatori SU Carburettor. Nello stesso anno William Morris entrò in affari con la Pressed Steel Company di Edward G Budd. Budd realizzò uno stabilimento produttivo di corpi vettura in acciaio a Coventry vicino agli stabilimenti produttivi Morris. Le due fabbriche erano collegate anche fisicamente. Più tardi, la collaborazione si interruppe.
Nel 1938 William Morris acquisì la casa automobilistica Riley, acquisto che seguì di qualche anno quello della Wolseley Motors Limited. L'unione della Morris Motor Company, della MG Car Company e della Riley diede vita, sempre nel 1938, alla Nuffield Organisation. La Nuffield Organisation nel 1952 diede poi origine, insieme alla Austin Motor Company, alla British Motor Corporation che in seguito produsse, con marchio Morris, anche la Mini.
Nel 1918 William Morris fu nominato Ufficiale dell'Ordine dell'Impero Britannico, mentre nel 1929 diventò baronetto della contea di Nuffield. Nel 1934 diventò invece barone Nuffield e poi visconte, mentre nel 1939 entrò a far parte della Royal Society. Nel 1941 fu nominato Cavaliere di Gran Croce dell'Ordine dell'Impero Britannico, mentre nel 1958 entrò a far parte della Order of the Companions of Honour.

## Vita privata
Il 9 aprile 1903 sposò Elizabeth Anstey, da cui non ebbe figli. Distribuirono parte delle loro ricchezze ad organismi caritatevoli. A William Morris è stato intitolato un edificio all'Università di Coventry, al Guy's Hospital London ed all'Università di Southampton. Essendo senza eredi diretti, i suoi titoli nobiliari si estinsero con la sua morte.